# Orthotrichia jani
Orthotrichia jani är en nattsländeart som beskrevs av Wells och Huisman 1993. Orthotrichia jani ingår i släktet Orthotrichia och familjen smånattsländor. Inga underarter finns listade i Catalogue of Life.